# Ephebus sulcatus
Ephebus sulcatus är en skalbaggsart som beskrevs av Strohecker 1975. Ephebus sulcatus ingår i släktet Ephebus och familjen svampbaggar. Inga underarter finns listade i Catalogue of Life.